# Diabrotica calchaqui
Diabrotica calchaqui là một loài bọ cánh cứng trong họ Chrysomelidae. Loài này được Cabrera & Cabrera Walsh miêu tả khoa học năm 2004.